# クライスラー・イプシロン
イプシロン（Ypsilon ）は、クライスラー（現:フィアット・クライスラー・オートモービルズ）が販売していたプレミアムコンパクトカーである。

## 歴史
2011年9月
イギリス及びアイルランドで販売が開始される。
2012年11月15日
日本仕様の発表。
2012年12月15日
日本での販売が開始される。
2013年4月
特別仕様車「パープル」を発売。下級グレード「ゴールド」をベースに16インチアルミホイールとバイキセノンヘッドライトを標準装備。専用ボディカラー「パープルオーロラ」を身に纏い高級感を演出。なお価格はゴールドに準じている。
2013年10月1日(〜12月末日)
特別仕様車「1st Year Celebration Model」を発売。
2014年
販売終了。

## ボディカラー
- ボルケーノブラック※1
- スノーホワイト
- ホワイトクラウド※1
- パープルオーロラ※2
- クレーレッド
- サンドベージュ※1

※1メーカーオプション
※2特別仕様車「パープル」の専用色